# Teloloapan
Teloloapan é uma cidade do estado de Guerrero, no México.

## Demografia
O censo populacional de 2000 estimou uma população de 53,950 habitantes, sendo 30,452 mulheres e 26,925 homens.